# メイシン・ウィン
- マシン・ウィン

メイシン・ブレイズ・ウィン（Masyn Blaze Winn, /ˈmeɪsən ˈwɪn/; 2002年3月21日 - ）は、アメリカ合衆国テキサス州カティ出身のプロ野球選手（遊撃手）。右投右打。MLBのセントルイス・カージナルス所属。

## 経歴

### プロ入りとカージナルス時代

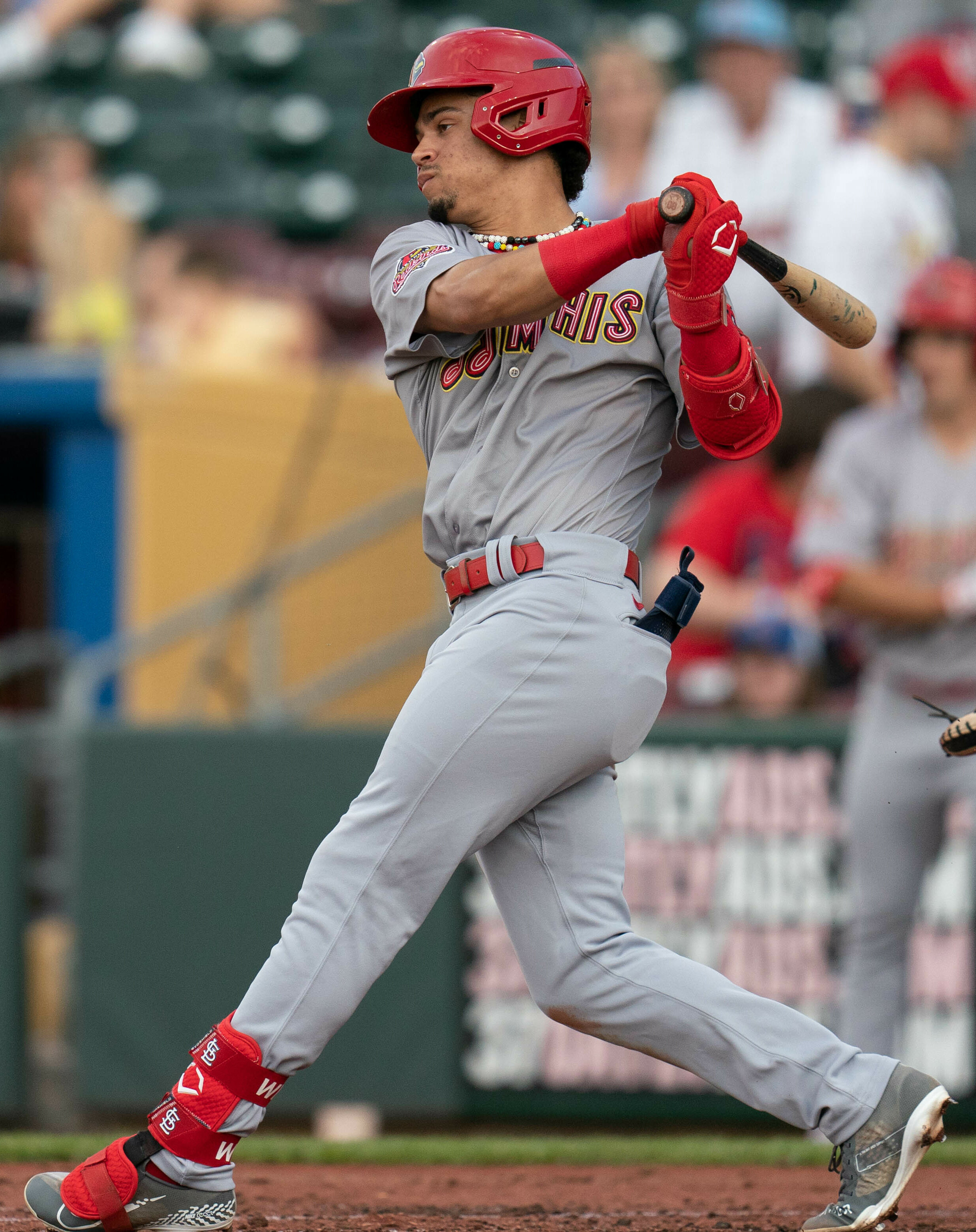
AAA級メンフィス・レッドバーズ時代
（2023年6月2日）

2020年のMLBドラフト2巡目（全体54位）でセントルイス・カージナルスから指名されプロ入り。契約金は210万ドルで、二刀流選手として契約した。この年は新型コロナウイルスの影響でマイナーリーグの試合が開催されず、公式戦への出場はなかった。
2021年に傘下のA級パームビーチ・カージナルスで野手としてプロデビューし、シーズン途中にA+級ピオリア・チーフスへ昇格。2チーム合計で98試合に出場して打率.242、5本塁打、44打点の成績を記録した。一方、投手としては1試合の登板に留まった。
2022年は球団により野手に専念することが発表された。この年はA+級ピオリアで開幕を迎え、シーズン途中にAA級スプリングフィールド・カージナルスへ昇格した。
2024年は正遊撃手として150試合に出場して、打率.267、15本塁打、57打点、11盗塁、OPS.730を記録し、フィールディング・バイブル・アワードを初受賞したが、新人王のファイナリスト入りは逃した。

## 詳細情報

### 年度別打撃成績
| 年 度    | 球 団    | 試 合 | 打 席 | 打 数 | 得 点 | 安 打 | 二 塁 打 | 三 塁 打 | 本 塁 打 | 塁 打 | 打 点 | 盗 塁 | 盗 塁 死 | 犠 打 | 犠 飛 | 四 球 | 敬 遠 | 死 球 | 三 振 | 併 殺 打 | 打 率 | 出 塁 率 | 長 打 率 | O P S |
| -------- | -------- | ----- | ----- | ----- | ----- | ----- | -------- | -------- | -------- | ----- | ----- | ----- | -------- | ----- | ----- | ----- | ----- | ----- | ----- | -------- | ----- | -------- | -------- | ----- |
| 2023     | STL      | 37    | 137   | 122   | 8     | 21    | 2        | 0        | 2        | 29    | 12    | 2     | 1        | 2     | 3     | 10    | 0     | 0     | 26    | 1        | .172  | .230     | .238     | .468  |
| 2024     | STL      | 150   | 637   | 587   | 85    | 157   | 32       | 5        | 15       | 244   | 57    | 11    | 5        | 3     | 5     | 41    | 1     | 1     | 109   | 1        | .267  | .314     | .416     | .730  |
| MLB：2年 | MLB：2年 | 187   | 774   | 709   | 93    | 178   | 34       | 5        | 17       | 273   | 69    | 13    | 6        | 5     | 8     | 51    | 1     | 1     | 135   | 2        | .251  | .299     | .385     | .684  |

- 2024年度シーズン終了時

### 年度別守備成績
| 年 度 | 球 団 | 遊撃（SS） | 遊撃（SS） | 遊撃（SS） | 遊撃（SS） | 遊撃（SS） | 遊撃（SS） |
| 年 度 | 球 団 | 試 合      | 刺 殺      | 補 殺      | 失 策      | 併 殺      | 守 備 率   |
| ----- | ----- | ---------- | ---------- | ---------- | ---------- | ---------- | ---------- |
| 2023  | STL   | 37         | 54         | 90         | 3          | 25         | .980       |
| 2024  | STL   | 148        | 191        | 402        | 18         | 100        | .971       |
| MLB   | MLB   | 185        | 245        | 492        | 21         | 125        | .972       |

- 2024年度シーズン終了時

### 表彰
MLB
- フィールディング・バイブル賞（遊撃手部門）：1回（2024年）

### 記録
MiLB
- オールスター・フューチャーズゲーム選出：1回（2023年）

### 背番号
- 0（2023年 - ）